# Godina posvećenog života
Godina posvećenog života je razdoblje od 21. studenoga 2014. do 2. veljače 2016. prema odluci pape Franje. Namijenjena je osobama posvećenog života (redovnici), a obilježava se uz 50. obljetnicu objavljivanja dekreta Drugog vatikanskog koncila o prilagođenoj obnovi redovničkog života Perfectae caritatis.
Tijekom Godine posvećenog života planirani su različiti događaji i susreti na razini opće Crkve. Godina posvećenog života u Hrvatskoj imala je glavnu proslavu Nacionalnim susretom u nacionalnom svetištu u Mariji Bistrici 14. ožujka 2015., svih redovnika i redovnica i Bogu posvećenih laika, redovničkih pripravnika, biskupijskih povjerenika za posvećeni život, kao i laika povezanih s redovničkim zajednicama preko trećih redova.
Tri su cilja Godine posvećenog života: Prvi je "sa zahvalnošću se spomenuti nedavne prošlosti", počevši od Drugoga vatikanskog sabora i, 50. obljetnice koncilskoga dekreta Perfectae caritatis o obnovi posvećenog života. Drugi je cilj "s nadom prigrliti budućnost", sa sviješću da kriza kroz koju prolazi društvo i sama Crkva dotiče u punini i posvećeni život. Treći je cilj Godine posvećenog života "sa strašću živjeti sadašnjost", a to podrazumijeva zaljubljenost, istinsko prijateljstvo, duboko zajedništvo.
Logo Godine posvećenog života prikazuje golubicu u letu, koja jednim krilom pridržava stilizirani poliedarski globus, a drugim zaklanja tri zvijezde koje izranjanju iz vode. Logo za Godinu posvećenog života, na simboličan način izražava temeljne vrijednosti posvećenog života. U njemu se prepoznaje »neprekidno djelo Duha Svetoga, koje tijekom stoljećâ tumači bogatstva prakse evanđeoskih savjeta kroz mnogovrsne karizme, te i na taj način Kristovu tajnu čini trajno prisutnom u Crkvi i svijetu, u vremenu i prostoru«.
Izrada loga povjerena slikarici Carmeli Boccassili iz Umjetničkog studija Dellino koji su 1970. osnovali (Bari – Rim, Italija) Lillo Dellino i Carmela Boccasile. Logo simbolima izražava "temeljne vrijednosti redovničkog posvećenja" Golubicu mira poziva posvećeni život da bude primjer općeg pomirenja u Kristu, a voda ukazuje na "složenost i sklad ljudskih i kozmičkih elemenata, ukazuje na Duha Svetoga", tri zvijezde podsjećaju "na identitet posvećenog života u svijetu kao confessio Trinitatis, signum fraternitatis i servitium caritatis", a mali višekutni globus simbolizira svijet s njegovom raznolikošću narodâ i kulturâ. Riječi u logu ( Vita consecrata in Ecclesia hodie - Evangelium, Prophetia, Spes; na hrvatskom: Posvećeni život u današnjoj Crkvi evanđelje, proroštvo, nada) "stavljaju daljnji naglasak na identitet i obzore, iskustvo i ideale, milost i hod koji je posvećeni život živio i nastavlja živjeti u Crkvi kao Božji narod, dok putuje zajedno s raznim narodima i kulturama prema budućnosti".